# 가미오 미쓰오미

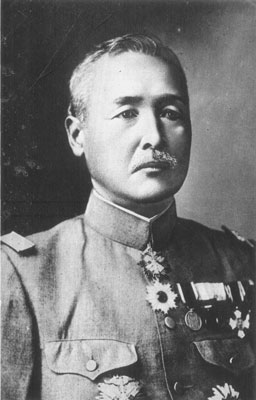
가미오 미쓰오미

가미오 미쓰오미(일본어: 神尾 光臣, 1856년 ~ 1927년)은 일본 제국의 육군군인이다. 1차 세계 대전 칭다오 전투에서 연합 상륙군을 지휘한 경력이 있다. 시나노 스와군(현 오카야시)에서 스와번사 가미오 헤이자부로(神尾平三郎)의 차남으로 태어났다. 사위는 작가 아리시마 다케오이다.